# The Fox (sang)
 For alternative betydninger, se The Fox. (Se også artikler, som begynder med The Fox)
The Fox er en norsk popmelodi og musikvideo fra 2013 af og med komikerduoen Ylvis. I sangen spørger Ylvis-brødrene "What does the Fox say?" med komisk alvor som en blanding af småbørnsfortælling og seriøs musikvideo med engelsk tekst, og foreslår en række vilde, fantasifulde dyrelyde fremført til koreograferet dans i videoen.
Efter at The Fox blev lagt ud på YouTube i september 2013 opnåede den stor spredning på internettet og blev den mest sete video på YouTube i 2013. Videoen har også givet Ylvis international opmærksomhed, blandt andet med optrædener i USA.